# Arroyito (canción)
«Arroyito» es  una canción interpretada por el cantautor colombiano Fonseca. Fue escrita por Wilfran Castillo, para su tercer álbum de estudio Gratitud (2008). La canción fue lanzada digitalmente el 8 de septiembre de 2008. En el año 2012 el artista austriaco Hansi Hinterseer hizo una versión de la canción titulado "So Sehr Liebe Ich Dich" (Lo Mucho Que Te Amo).

## Posicionamiento en listas
| Estados Unidos | U.S Billboard Latín Songs     | 22 |
| Estados Unidos | U.S Billboard Latín Pop Songs | 10 |
| Estados Unidos | U.S Billboard Tropical Songs  | 12 |